# Riva Valdobbia
Riva Valdobbia là một đô thị ở tỉnh Vercelli trong vùng Piedmont thuộc Ý, có cự ly khoảng 90 km về phia bắc của Torino và khoảng 70 km về phía tây bắc của Vercelli. Tại thời điểm ngày 31 tháng 12 năm 2004, đô thị này có dân số 236 người và diện tích là 62,2 km².
Riva Valdobbia giáp các đô thị: Alagna Valsesia, Campertogno, Gressoney-La-Trinité, Gressoney-Saint-Jean, Mollia, Rassa, và Rima San Giuseppe.